# Taylor Mims
Pour les articles homonymes, voir Mims (homonymie).
Taylor Mims, née le 8 août 1997 à Billings aux États-Unis, est une joueuse internationale américaine de volley-ball évoluant au poste de pointue.

## Biographie

### Carrière
Originaire de l'État du Montana, elle commence à jouer au volley-ball dans des tournois scolaires locaux avec l'équipe de Billings Senior HS. Elle prend part ensuite au championnat NCAA de 2015 à 2018 avec l'équipe de la Washington State University (en), avec laquelle elle obtient un prix individuel.
En janvier 2019, elle signe son premier contrat professionnel avec le CV Haris, équipe du championnat espagnol avant de rejoindre le Ligue A française l'année suivante, en s'engageant avec Vandœuvre Nancy. De 2020 à 2022, elle défend les couleurs du Terville Florange OC. 
En 2022, elle est recrutée par les Neptunes de Nantes. Lors de la saison 2023-2024, l'équipe parvient à se hisser jusqu'en finale de la Challenge Cup (C3). Les Nantaises s'inclinent par deux fois face à la formation italienne d'AGIL Novare (0-3 ; 1-3). Le 30 mars 2024, elle remporte la Coupe de France après la victoire en finale contre Mulhouse. À l'issue de la saison de Ligue AF, Nantes s'incline en finale des play-offs face au Levallois Paris SC. Elle obtient néanmoins le prix de la meilleure pointue de la saison.
En 2024, elle rejoint la Serie A1 italienne en s'engageant avec AGIL Novare. Le 1er avril 2025, elle remporte la Coupe de la CEV après la victoire de son équipe en finale face à la formation roumaine d'Alba Blaj.

### Équipe nationale américaine
Elle intègre l'équipe des États-Unis lors de la saison internationale 2023, année où la sélection termine à la 3e place de la Coupe panaméricaine. Elle remporte également le NORCECA Final Six féminin 2023 (it).

## Clubs
- CV Haris (jan.2019–2019)
- Vandœuvre Nancy (2019–2020)
- Terville Florange OC (2020–2022)
- Neptunes de Nantes (2022–2024)
- AGIL Novare (2024–)

## Palmarès

### Sélection nationale
- Coupe panaméricaine :
  - 3e place en 2023.

- NORCECA Final Six féminin (1) :
  - Vainqueur en 2023 (it).

### Club
en Espagne
- Coupe d'Espagne :
  - Finaliste en 2019.

en France
- Challenge Cup :
  - Finaliste en 2024.

- Championnat de France :
  - Finaliste en 2024.

- Coupe de France (1) :
  - Vainqueur en 2024.

en Italie
- Coupe de la CEV (1) :
  - Vainqueur en 2025.

### Distinctions individuelles
- Meilleure pointue du championnat de France 2023-2024.